# 菲律賓火山地震研究所

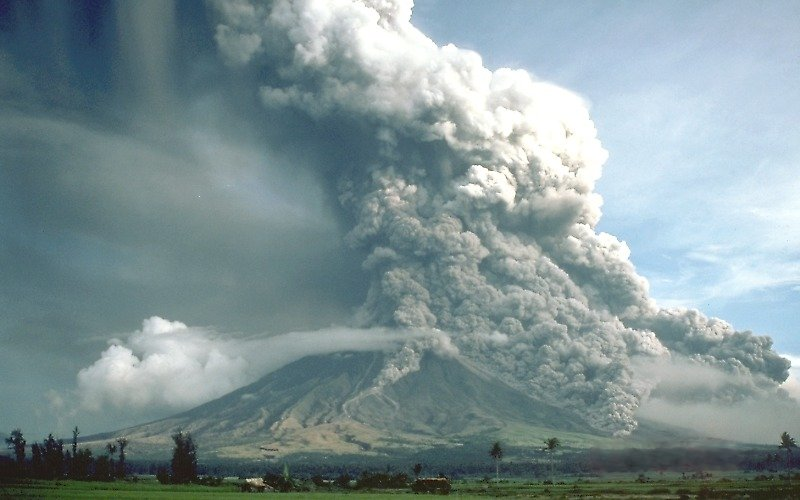
1984年，火山碎屑流從菲律賓最活躍的火山馬榮火山的東南側流下來.

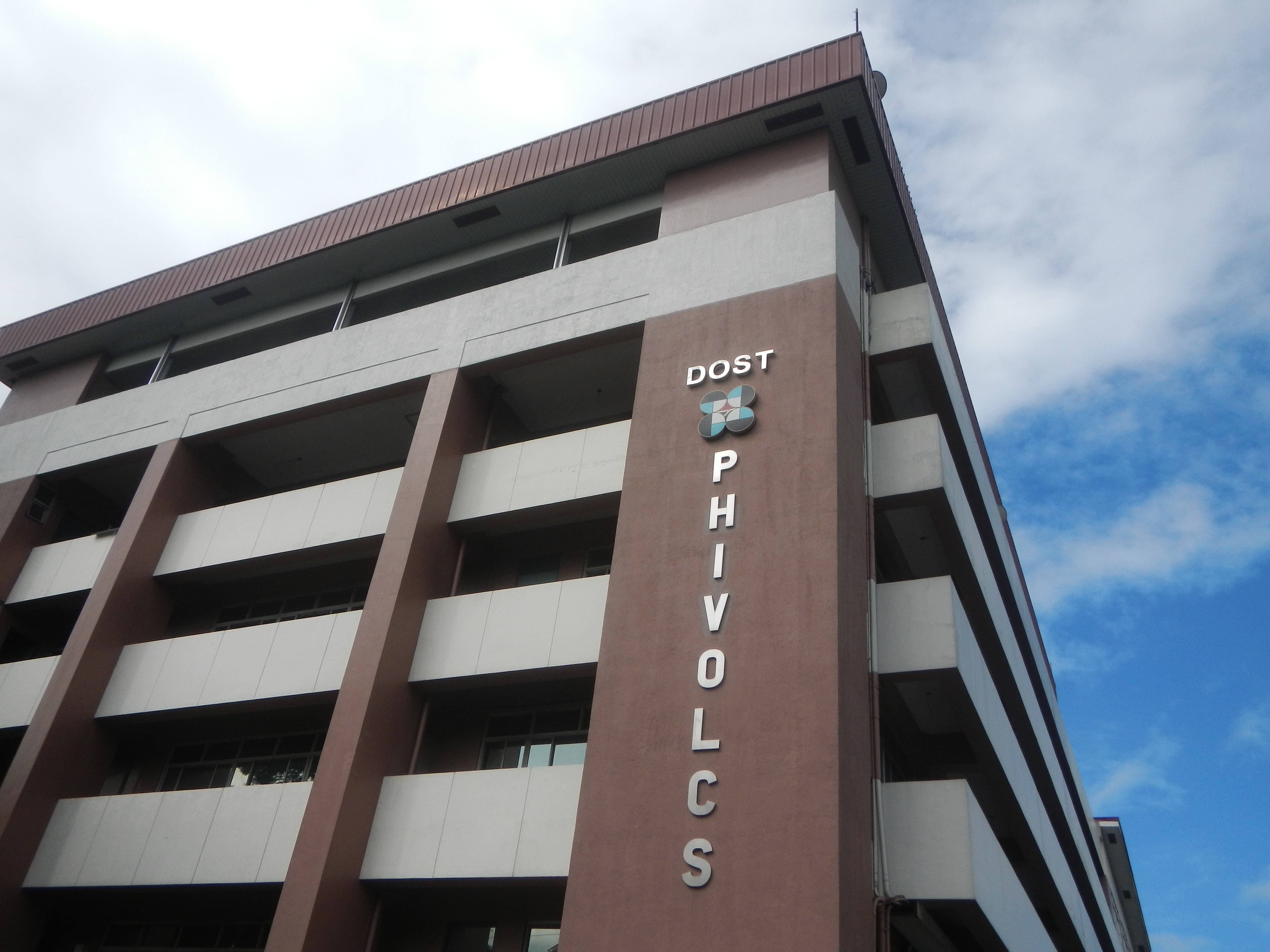
菲律賓火山地震研究所會議在奎松市菲律賓迪利曼大學舉行.

菲律賓火山地震研究所（英語：Philippine Institute of Volcanology and Seismology, PHIVOLCS，他加祿語：[ˈfivolks])是菲律賓的國家機構，致力於提供火山、地震和海嘯相關活動的訊息，以及用於保護生命財產、支持經濟、生產力和可持續發展的其他專業信息和服務。是科技部的服務機構之一。
菲律賓火山地震研究所監測火山、地震和海嘯活動，並在必要時發出警告。 它的任務是減輕火山爆發、地震、海嘯和其他相關大地構造現象可能引起的災害。

## 歷史
其最早的前身之一是菲律賓氣象局，成立於 1901 年，當時馬尼拉天文台的氣象、地震和地磁服務從羅馬天主教會轉移到美國殖民政府。 它在全國範圍內進行地震監測，並繼承和維護了當時的早期地震目錄。 到 1972 年，菲律賓氣象局根據第 78 號總統令重組為菲律賓大氣地球物理和天文服務管理局 (PAGASA)。 联合国开发计划署資助的PAGASA計畫在該國建立了一個由 12 個站點組成的地震監測網路。
PHIVOLCS的前身－火山學委員會 (COMVOL) 於1951年12月4日希博克-希博克火山致命噴發導致 3,000 多人死亡後，於1952年6月20日成立。COMVOL 重組為菲律賓火山研究所(PHIVOLC)。
菲律賓大氣地球物理和天文服務管理局 (PAGASA)的地震部門於 1984 年 9 月 17 日透過第 984 號行政命令正式移交給菲律賓火山研究所 (PHIVOLC)，並將該研究所更名為菲律賓火山地震研究所(PHIVOLCS)。 國家科技署(NSTA) 是 PHIVOLCS 和PAGASA的上級部門，於 1987 年成為科學技術部 (DOST)。1988 年，技術人員和 12 個站點的地震監測網絡完全併入 PHIVOLCS。
菲律賓火山地震研究所和美國地質調查局在1991年皮納圖博火山爆發期間進行了合作。 他們的預測為受火山爆發影響的軍事人員和居民提供了及時疏散。

## 外部連結
- PHIVOLCS官方網站

14°39′07″N 121°03′31″E / 14.652026°N 121.05854°E